# EU-15

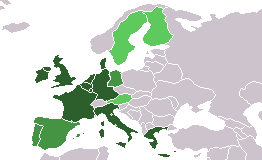
EU-15

EU-15 es refereix als 15 països que formaven la Unió Europea entre 1995 i 2004, quan vuit països europeus centrals i orientals a més de Xipre i Malta es van unir a l'organització. Aquests són:
- Àustria
- Bèlgica
- Dinamarca
- Finlàndia
- França
- Alemanya
- Grècia
- Irlanda
- Itàlia
- Luxemburg
- Països Baixos
- Portugal
- Espanya
- Suècia
- Regne Unit